# Емилијан
Емилијан је мушко хришћанско име. Потиче од латинске речи , што значи „супарник”. Слично порекло има и женски облик имена – Емилија. Оба имена се налазе у календару православне цркве и присутна међу европским народима од давнина. Постоји и тумачење да ово име води порекло од грчке речи , што значи „уплетено”. 

## Популарност
У Словенији је ово име 2007. године било на 483. месту по популарности.

## Изведена имена
Од овог имена изведена су имена: Емил, Емилијана, Емилије, Милија, Милијан, Милијана и Милијанко.